# Bernardo Vasconcelos
 Bernardo Lino Castro Paes Vasconcelos o bien  Bernarndo Vasconcelos  (Lisboa, Portugal, 10 de junio de 1979) es un futbolista portugués. Juega como delantero en el Zawisza Bydgoszcz de Polonia, desde que se fue del APOP Kinyras Peyias. Es la segunda vez que se va de este equipo, la última vez fue el 27 de enero de 2008 por €180,000 para jugar en el Omonia Nicosia. Vasconcelos juega como centrodelantero y ha demostrado sus habilidades goleadoras anotando dos goles en dos apariciones con su nuevo club y en compensación 31 goles en 42 partidos con su anterior equipo APOP Kinyras Peyias.Había vuelto al APOP Kinyras Peyias debido a un recorte de presupuesto de Omonia Nicosia debido a los fichajes de verano. El 16 de mayo de 2009 celebró la copa de Chipre 2008-09 con APOP Kinyras Peyias. Durante el periodo de fichajes de verano Vasconcelos se trasladó a AEP Paphos, otro club destacado del distrito de Paphos.

## Palmarés

### Torneos nacionales
- Zawisza Bydgoszcz:
  - Supercopa polaca de fútbol (1): 2014
  - Copa de Polonia (1): 2013/14[1]

- APOP Kinyras Peyias FC:
  - Copa de Chipre (1): 2008/09

## Clubes
| Club                  | País         | Año         |
| --------------------- | ------------ | ----------- |
| SL Benfica            | Portugal     | 1999 - 2001 |
| SCU Torreense         | Portugal     | 2001 - 2002 |
| FC Alverca            | Portugal     | 2002 - 2003 |
| SCU Torreense         | Portugal     | 2003        |
| RKC Waalwijk          | Países Bajos | 2004        |
| União Leiria          | Portugal     | 2004        |
| RKC Waalwijk          | Países Bajos | 2005        |
| GD Estoril            | Portugal     | 2005 - 2006 |
| APOP Kinyras FC       | Chipre       | 2006 - 2008 |
| AC Omonia             | Chipre       | 2008        |
| APOP Kinyras FC       | Chipre       | 2008 - 2009 |
| AEP Paphos FC         | Chipre       | 2009 - 2010 |
| Hapoel Be'er Sheva FC | Israel       | 2010        |
| AEP Paphos FC         | Chipre       | 2011        |
| Alki Larnaca          | Chipre       | 2011 - 2013 |
| Zawisza Bydgoszcz     | Polonia      | 2013 - 2014 |
| Doxa Katokopias       | Chipre       | 2015 -      |